# 牡丹と薔薇
『牡丹と薔薇』（ぼたんとばら）は、東海テレビの制作により、フジテレビ系列で、2004年1月5日から3月26日まで放送された昼ドラである。全60回。
本項では2015年11月30日から2016年1月29日まで同じ昼ドラ枠で放送された『新・牡丹と薔薇』（しん ぼたんとばら）についても記述する。

## 概要
数奇な運命に翻弄され苛酷な人生を歩むぼたん（真世／大河内奈々子）と香世（小沢真珠）の姉妹による、34年に及ぶ壮大な愛と狂気の物語。
作中での「役立たずのブタ!」「香世様って呼びなさい!」などの台詞や、「牛革の財布ステーキ」などの「愛憎グルメ」が話題となって「ボタバラ旋風」を巻き起こし、番組終了後も根強い人気となっている。
2004年4月14日には『クイズ!ヘキサゴン・牡丹と薔薇スペシャルバトル』が放送され、レギュラー陣6人が出演している。同年7月にはDVD-BOXが発売された。
2007年1月15日から中国CCTV8チャンネルで『牡丹與玫瑰』のタイトルで、毎日22:00から放送されたが、現地中国では「CCTVは公の場で謝罪しろ」など反発が相次いだ。特に姉妹間のレズビアンシーン、暴力シーンが反発を呼んだ（参照：中國中央電視台・牡丹與玫瑰事件）。
2011年11月にはサンセイR&Dよりパチンコ「CR牡丹と薔薇」を発表、翌2012年1月から稼動した。本機種向けの新規収録ムービーも演出に加えられた。東海テレビ昼ドラマとしては初のパチンコ化された作品となった。2012年1月からタイアップとして深夜枠で東海テレビで4話ずつ再放送されていた。
『新・牡丹と薔薇』の第1・2話には、2004年版のヒロインでもある大河内奈々子と小沢真珠、清原由岐雄役の西村和彦が看護師と産婦人科医役、第1話には三上鏡子役の川上麻衣子がヒロインの恋人の母親役、2015年12月29日放送の第22話には、2004年版でヒロイン2人の父親・野島（是沢）豊樹役の神保悟志が貸金融業社長役で登場した。

## 主な再放送
- 2011年1月から、BSフジ「昼ドラ名作選」（平日15:00からの1時間枠）で毎回2話づつ放送。
- 2011年7月4日から、系列外の北陸朝日放送（テレビ朝日系列）にて放送。
- 2014年10月6日から12月26日まで、Dlife（月曜 - 金曜：11:00 - 11:30）
- 2015年4月6日から2016年6月27日まで東京MXにて毎週1回放送。
- 2019年10月1日から系列局の秋田テレビにて毎週火曜 - 金曜 16:20 - 16:50に放送。
- 2019年10月14日から三重テレビ放送にて平日 8:00 - 8:30に放送。
- 2019年10月14日からtvkにて月曜 19:00 - 19:55に放送。
- 2020年6月5日から系列局のテレビ長崎にて平日 15:19 - 15:48に放送。
- 2021年3月5日からとちぎテレビにて平日 10:00 - 10:30に放送。
- 2021年9月13日から群馬テレビにて平日 13:00 - 13:30に放送。
- 2022年2月28日から5月20日まで、BSイレブンにて平日11:29 - 12:00に放送。
- 2022年5月15日から9月10日まで、フジテレビ「フジバラナイト」枠にて毎週土曜深夜1:45 - 3:45まで4話ずつ放送。
- 2022年6月12日から東海テレビ「“深夜の”昼ドラ」枠で放送。
- 2022年8月13日から12月30日まで、BSイレブンにて金・土・日曜（週末3日間）5:00 - 5:30に放送。
- 2023年2月13日から、日本映画専門チャンネルにて平日12:00 - 13:00に放送。
- 2023年4月10日から、千葉テレビ放送にて平日15:30 - 16:00に放送。

## あらすじ

### 2004年版
1970（昭和45）年、看護婦の上村鏡子は33歳。建築家である年下の恋人・是沢豊樹と同棲して8年になる。年齢的なこともあり、鏡子は子どもが欲しくてたまらなかった。一方、豊樹はパーティーで巨大建設会社アルマ建設の社長・野島泰造の一人娘・富貴子と知り合う。彼らは恋に落ち、富貴子はそれから3ヶ月足らずで豊樹の子を妊娠する。同じ頃鏡子も妊娠するが、それは想像妊娠であり、妊娠しにくい体である事を医師に宣告された。それでも鏡子は豊樹をひき止めようと妊婦の振りをするが、腹に付けていた水枕が落ち知られてしまう。後日、アパートから豊樹の荷物が跡形もなく消えていた鏡子は愕然とし、号泣する。
1971（昭和46）年6月、豊樹は富貴子と結婚して野島家に婿入りし、10月13日に女児が生まれ真世と命名するが、その夜、真世は産院から誘拐される。その犯人はあろうことか鏡子であった。子ども欲しさと復讐のために豊樹達の行動を監視して真世のベッドを把握、看護婦という立場を利用し、巡回と偽って新生児室に忍び込み、真世を奪い去ったのである。警察や富貴子からの追及を巧みに逃れた鏡子は、真世を「ぼたん」と名付け、自分の娘として育てる。
それが後に、ぼたんこと真世を過酷で陰惨な運命に導いた事を意に介さないように…。一方、真世を鏡子に奪われた事を突き止める事ができず、悲嘆に暮れていた野島夫妻は翌年また女児を授かり、香世と命名する。
月日は流れ、ぼたん（真世）が中学2年生になった1985（昭和60）年、香世という一つ年下のダイヤモンド付きの薔薇のブローチを持ち歩く金持ちの友人ができる。香世はそのブローチをぼたんにプレゼントし、二人は実の姉妹であることも知らずに友情を育むが、ふとしたことがきっかけでぼたんは香世に翌年、一方的に絶交を言い渡してしまう。
7年後の1992（平成4）年12月、21歳になったぼたんは家計を助けるためデートクラブで働くことにするが、最初の客として現れたのは香世の父・豊樹であった。豊樹はぼたんを抱かず、野島家の住み込み侍女として雇うことに。しかし、昔絶交を言い渡された悔しさを忘れられない香世の数々の仕打ちが彼女を待ち受けていた。やがて、すべての人が真実を知る日が訪れ……。

## キャスト
野島 真世→三上 ぼたん→野島 ぼたん
演 - 田島穂奈美→大河内奈々子
野島家長女。産まれてすぐ鏡子から誘拐され「ぼたん」と名付けられる。中学生の頃、実妹とは知らずに野島香世と義母・鏡子が働く病院で知り合い親友に。友情を深めるが、鏡子の不倫相手が豊樹だと知りショックを受ける。この事がきっかけとなり香世に絶交を言い渡す。
成人後、母の入院費や生活費を稼ぐためブティックでお針子として働く傍らデートクラブへ登録。客として現れた豊樹と再会。現在の境遇を打ち明けた事がきっかけとなり、野島家で家政婦として働く事になる。香世と再会を果たすがいじめに遭い、ついに野島家を出て行く事を決意。鏡子から出生の秘密を打ち明けられ驚く。のちに交際していた雅也の事故死をきっかけに、香世に絶交を言い渡した本当の理由を告白し和解した。
由岐雄と恋に落ちるが、香世の事を考え身を引き浅間の妾になる事を決めた。由岐雄への思いを断ち切るため、浅間と関係を持つ前に由岐雄と結ばれ妊娠（後の麗香）する。麗香を通して由岐雄との仲が再燃。不倫関係になり香世と壮絶な争いに。物語終盤、腎臓病を発症するも移植手術を受け全快。その後は香世と暮らしている。
野島 香世→清原 香世
演 - 安谷屋なぎさ→小沢真珠
ぼたん（真世）の妹、野島家次女。真世の誘拐事件から1年後に産まれた娘。中学生の頃、まだ実の姉妹とは知らずにぼたんと出会って仲良くなるが、父・豊樹の不倫が原因で、ぼたんから一方的に絶交を言い渡され恨みを抱く。成人後に再会し、家政婦として目の前に現れたぼたんへ執拗ないじめを繰り返す。のちに生き別れた姉だと分かり和解。
ぼたんが自身の姉として野島家で暮らし始めて1年が経った頃、中学時代から片思いしていた由岐雄がぼたんと恋に落ちた事がきっかけとなり身を引こうとする。しかしぼたんがある重要な約束を守らなかったために、意味も無く望まぬ相手に身を任せる結果となったことで激怒し、彼女の結納当日、仲間にぼたんを輪姦させる暴挙に出た。これに怒ったぼたんの義父・友重から怒鳴り込まれ、殺害されそうになる。両親の死後、ぼたんが浅間の妾になり、彼女から説得され由岐雄と結婚。だが、二人が不倫関係になった事から再び凄まじい争いとなる。これがきっかけで目を負傷し、網膜剥離となり失明。
上村 鏡子→三上 鏡子
演 - 川上麻衣子
ぼたんの義母。看護婦。豊樹と同棲していたが破局。その後、豊樹・富貴子への嫉妬心と子供が欲しかった事から、2人の間に産まれた娘・真世を誘拐し「ぼたん」と名付け密かに育てる。その後友重と結婚し和人を出産。再会した豊樹と一時不倫関係になる。やがて病を患い、死の直前に野島夫妻に真実を明かし謝罪。他界する。
是沢 豊樹→野島 豊樹
演 - 神保悟志
ぼたん・香世の父、麗香の祖父。鏡子と同棲していたが、彼女を捨て富貴子と結婚。野島家の婿養子に。ぼたんと香世が中学生時代に鏡子と再会。その頃から、舅・泰造とはアルマ建設の経営を巡り対立するように。鏡子と不倫関係になってしまい、その事がぼたん・香世の友情を決裂させる原因に。ぼたん輪姦事件からしばらくして、富貴子と共にアルマ建設のアメリカ支社閉鎖のため搭乗した飛行機が墜落、死亡した。
野島 富貴子
演 - 北原佐和子
豊樹の妻、ぼたん・香世の母、麗香の祖母。アルマ建設社長令嬢。パーティーで出会った豊樹と恋に落ち、旅行先で結ばれて妊娠。ウエディングドレスの試着に訪れた際、鏡子から豊樹を返して欲しいと訴えられるがきっぱりと拒否。その後、鏡子が自宅ガレージで自殺を図り、搬送されて入院している時に病室を訪れ罵声を浴びせた事が、鏡子によるぼたん略奪の原因に。香世が中学生の頃、豊樹の不倫を知り激怒。その直後、父・泰造が豊樹と経営を巡り対立した末、病に倒れた事がきっかけとなり夫婦仲に亀裂が入る。豊樹と共にアメリカへと向かう飛行機が墜落・死亡した。
清原 由岐雄
演 - 西村和彦
野島家の遠縁。ぼたんが義母・鏡子の墓参りをしている時に知り合う。その後、ぼたんと婚約するが、嫉妬した香世による輪姦事件が原因で暗礁に乗り上げ、野島夫妻の死後、浅間象造がぼたんを妾にした事で破局。その後、香世と結婚。のちに麗香が実の娘と知ったきっかけで愛が再燃。再び姉妹の愛憎劇に巻き込まれる事に。
内田 美晴
演 - 新藤恵美
泰造の愛人、富貴子の実母、ぼたん・香世の祖母、麗香の曾祖母。小料理店『みはる』を経営。富貴子が豊樹に恋人(鏡子)がいる事を知り、彼との恋を諦めようとした際には「奪ってしまえばいい」と富貴子に発破をかけるなど激しい面もあるが、ぼたんたちを暖かく見守る。
野島 泰造
演 - 佐藤仁哉
富貴子の父、ぼたん・香世の祖父、麗香の曾祖父。アルマ建設社長。香世が中学生の頃、豊樹とは会社の経営等をめぐり対立するように。冬子の没後、脳梗塞で倒れしばらくの後死去。この事がきっかけとなり、豊樹と富貴子の夫婦仲に亀裂が入る。
野島 冬子
演 - 一柳みる
泰造の妻、富貴子の義母。アルマ建設社長夫人。穏やかな性格で、富貴子をわが子のように育てた。香世が中学生の時に病死。
三上 友重
演 - 吉満涼太  (現・吉満寛人)
鏡子の夫、ぼたんの義父、和人の父。腕のいい板前だったが酒浸りの日々を送る。鏡子と豊樹の不倫を知ると激怒し家を出た。ぼたんが野島家で長女として暮らし1年が経ったころ、ひょっこり現れ豊樹に金をせびる。和人からぼたんの輪姦事件と結婚話が流れた事を知らされ激怒。野島家へ乗り込み香世の陰謀を暴露。さらに香世を殺害しようとするが、かばったぼたんを刺してしまう。和人が医師になる頃に病死。
三上 和人
演 - 春山幹介→萬雅之
ぼたんの義弟、鏡子と友重の息子。姉思いの青年。成人後は医師に。ぼたんが野島家の長女として暮らし始め、由岐雄との結納直後に香世の雇った男達から強姦された事を知り激怒。十数年ぶりに現われた父・友重に打ち明けた。それ以来、香世とは犬猿の仲。物語終盤、香世に監禁された麗香を救出しようと清原家に向かうが、激怒した香世に金属バットを向けられ追い返された。
柏木 雅也
演 - 白川裕二郎
ぼたんが働くブティックのデザイナー。ぼたんと交際していたが、香世の陰謀により破局。その後、自暴自棄になり車道に飛び出して事故死する。
牧 賢太郎
演 - 井田国彦（現・井田國彦）
由岐雄の友人、医師。香世に一目ぼれ。香世からは「イノシシ野郎」と呼ばれている。香世が由岐雄をあきらめるために付き合っていたが、のちにフラれた。
野島 麗香
演 - 小池彩夢
ぼたんと由岐雄の娘。表向きは浅間の子と思われている。父である浅間とは歳が離れている事もあり全く懐かず「パパ嫌、パパイヤよ」と言い放つ。
浅間 象造
演 - 峰岸徹
野島夫妻が飛行機事故で墜落死した直後、アルマ建設社長に就任。「(象造曰く)色黒で髪が薄く禿げかかっている下品で知性もない無教養の賞味期限切れの古女房の妻（演 - 藤江リカ）」がいるが、ぼたんに「妾になってくれ」と言い寄る。この事を知った由岐雄から「ぼたんと婚約している」と告げられるも、強引にぼたんを愛人にした。麗香を我が子と信じ可愛がるが懐いてもらえない。のちに麗香が実の娘ではない事を知り激怒。ぼたんに「この女狐!!」と言い放ち平手打ち。香世をそそのかし麗香をぼたんから引き離す。
せい子
演 - 藤江リカ
浅間の本妻。象造から「色黒で髪が薄く禿げかかっている下品で知性もない無教養の賞味期限切れの古女房の妻」と陰口を叩かれている。象造との関係を知ったぼたんの元を訪れ、居合わせた娘の麗香に「何て名前なのかお言い！」と詰め寄った。
葵 笛子
演 - 竹井みどり
ぼたんと雅也が働くブティック『ビーナス』のオーナー。お針子として働くぼたんを温かく見守る。後にぼたんへ『ビーナス』の経営を譲渡した。
堀江 育子
演 - 兎本有紀
お手伝い・フク
演 - 戸村美智子
使用人・大山
演 ‐ 針原滋
海設計事務所社員
演 - 内浦純一
豊樹が勤めていた、海設計事務所の後輩。
ナレーション
演 - 磯辺万沙子
ほか

## スタッフ
- 企画 - 鶴啓二郎（東海テレビ放送）[6]
- 脚本 - 中島丈博
- 音楽 - 中川幸太郎
- 音楽制作 - インスパイア・ホールディングス
- 技術 - 末廣健治（ビデオフォーカス）
- 撮影 - 青木泰弘（ビデオフォーカス）
- 美術協力 - KHKアート
- 技術協力 - ビデオフォーカス、ブル、サンライズアート
- スタジオ - 国際放映TMC-1
- 協力 - 山崎美術、パルティール、東宝コスチューム、カースタントTA・KA、NK特機
- 万華鏡制作 - 山見浩司
- 日本画制作 - 石元靖大
- スケジュール - 田中康司
- 制作主任 - 山本礼二
- 演出補 - 舘野和彦、最知由岐斗
- スチール - 星野健一
- 広報 - 植木圭一（東海テレビ放送）、山本聡美（東海テレビ放送）
- 記録 - 上出悦子
- プロデューサー補 - 服部宣之（東海テレビ放送）、大越大士（ビデオフォーカス）
- プロデューサー - 西本淳一（東海テレビ放送）、大久保直実（ビデオフォーカス）
- 演出（週替わり） - 西本淳一、油谷誠至、皆川智之、藤木靖之
- 制作 - 東海テレビ放送、ビデオフォーカス

## 主題歌・劇中歌
- 岡本知高「涙のアリア」（ユニバーサルミュージック）
- 中村彰一「牡丹と薔薇」（作詞作曲中島丈博）（TENT HOUSE）

## その他
- 2011年現在、制作会社のビデオフォーカスに著作権が移管され、東海テレビの番組著作権は切れている。このため、権利移管後の2006年頃からは系列に属さない独立局や他系列の地方局で放送されている。この場合、フジ系列外の一部の局ではスタッフクレジットの最後の“制作：東海テレビ放送、ビデオフォーカス”を“制作：ビデオフォーカス”と差し替えて放送したところもあった。この差し替えは本作に限らず、同枠の他の作品でも行われている。
- パチンコでのクレジットは中島丈博・ビデオフォーカス・東海テレビの連名となっている。
- 本作でイジメ役を好演した小沢真珠は、2年後の『新・風のロンド』では、正反対の役柄の主人公を演じている[7]。

## 放送日程
| 第1週                                        | 第1週     | 第1週          | 第2週  | 第2週     | 第2週          | 第3週  | 第3週     | 第3週              |
| 回                                           | 放送日    | サブタイトル   | 回     | 放送日    | サブタイトル   | 回     | 放送日    | サブタイトル       |
| -------------------------------------------- | --------- | -------------- | ------ | --------- | -------------- | ------ | --------- | ------------------ |
| 第1話                                        | 2004.1.5  | 33歳の焦燥     | 第6話  | 2004.1.12 | 女同士の火花   | 第11話 | 2004.1.19 | 友情のブローチ     |
| 第2話                                        | 2004.1.6  | 初の無断外泊   | 第7話  | 2004.1.13 | 怨念の遺書…    | 第12話 | 2004.1.20 | 恐れていた再会     |
| 第3話                                        | 2004.1.7  | 秘密の小旅行   | 第8話  | 2004.1.14 | 消えた赤ん坊   | 第13話 | 2004.1.21 | 裏切りの情事       |
| 第4話                                        | 2004.1.8  | 不気味な妊娠   | 第9話  | 2004.1.15 | 疑惑のミルク缶 | 第14話 | 2004.1.22 | 帰らない父親       |
| 第5話                                        | 2004.1.9  | 美味しいダイヤ | 第10話 | 2004.1.16 | 孝行娘と我儘娘 | 第15話 | 2004.1.23 | 浮気の証拠品       |
| 第4週                                        | 第4週     | 第4週          | 第5週  | 第5週     | 第5週          | 第6週  | 第6週     | 第6週              |
| 回                                           | 放送日    | サブタイトル   | 回     | 放送日    | サブタイトル   | 回     | 放送日    | サブタイトル       |
| 第16話                                       | 2004.1.26 | 母親の愛人…    | 第21話 | 2004.2.2  | 投げられた灰皿 | 第26話 | 2004.2.9  | 恋の妨害工作       |
| 第17話                                       | 2004.1.27 | 社長室への客   | 第22話 | 2004.2.3  | 意地悪なバラ   | 第27話 | 2004.2.10 | 切られたドレス     |
| 第18話                                       | 2004.1.28 | 涙の絶交宣言   | 第23話 | 2004.2.4  | 不良のパーティ | 第28話 | 2004.2.11 | 証拠の花刺繍       |
| 第19話                                       | 2004.1.29 | 特別なバイト   | 第24話 | 2004.2.5  | 抜き取ったお金 | 第29話 | 2004.2.12 | 帰ってきた長女     |
| 第20話                                       | 2004.1.30 | 七年後の奇跡   | 第25話 | 2004.2.6  | 余命1ヵ月…     | 第30話 | 2004.2.13 | 悪意のシナリオ     |
| 第7週                                        | 第7週     | 第7週          | 第8週  | 第8週     | 第8週          | 第9週  | 第9週     | 第9週              |
| 回                                           | 放送日    | サブタイトル   | 回     | 放送日    | サブタイトル   | 回     | 放送日    | サブタイトル       |
| 第31話                                       | 2004.2.16 | のぞかれた情事 | 第36話 | 2004.2.23 | 理解不能な女心 | 第41話 | 2004.3.1  | 債権者の乱入       |
| 第32話                                       | 2004.2.17 | 嫉妬の小悪魔   | 第37話 | 2004.2.24 | 婚約の日の悲劇 | 第42話 | 2004.3.2  | 卑劣な交換条件     |
| 第33話                                       | 2004.2.18 | 恋に落ちる予感 | 第38話 | 2004.2.25 | おぞましい真相 | 第43話 | 2004.3.3  | 思い出の一夜       |
| 第34話                                       | 2004.2.19 | 初めてのデート | 第39話 | 2004.2.26 | 延期された結婚 | 第44話 | 2004.3.4  | 愛人生活           |
| 第35話                                       | 2004.2.20 | 真夜中の儀式   | 第40話 | 2004.2.27 | 事故のニュース | 第45話 | 2004.3.5  | 正妻からの嫌がらせ |
| 第10週                                       | 第10週    | 第10週         | 第11週 | 第11週    | 第11週         | 最終週 | 最終週    | 最終週             |
| 回                                           | 放送日    | サブタイトル   | 回     | 放送日    | サブタイトル   | 回     | 放送日    | サブタイトル       |
| 第46話                                       | 2004.3.8  | 夫婦のすきま風 | 第51話 | 2004.3.15 | 9年間の裏切り  | 第56話 | 2004.3.22 | いたいけな人質     |
| 第47話                                       | 2004.3.9  | 半狂乱の告白   | 第52話 | 2004.3.16 | 狂った脅迫者   | 第57話 | 2004.3.23 | 告げられた病名     |
| 第48話                                       | 2004.3.10 | 嫉妬の出向命令 | 第53話 | 2004.3.17 | 連れさられた子 | 第58話 | 2004.3.24 | 死なないで!        |
| 第49話                                       | 2004.3.11 | 出張前夜の密会 | 第54話 | 2004.3.18 | 秘密の甘い時間 | 第59話 | 2004.3.25 | 退院の日の衝撃     |
| 第50話                                       | 2004.3.12 | 狂乱する香世   | 第55話 | 2004.3.19 | 悔し涙の尾行   | 最終話 | 2004.3.26 | 永遠の姉妹愛       |
| 平均視聴率 9.0%、最高視聴率 13.8%            |           |                |        |           |                |        |           |                    |
| 特別編「金曜エンタテイメント」 視聴率 17.6%  |           |                |        |           |                |        |           |                    |
| （数字はビデオリサーチ調べ、関東地区・世帯） |           |                |        |           |                |        |           |                    |

## 完結版
金曜エンタテイメント枠にて、『牡丹と薔薇 完結版』として2004年4月23日の21:00 - 22:52に放送された。

### スタッフ
- 企画・編成- 鶴啓二郎（東海テレビ放送）、荒井昭博（フジテレビ）
- 脚本 - 中島丈博
- 音楽 - 中川幸太郎
- 音楽制作 - インスパイア・ホールディングス
- 技術 - 末廣健治（ビデオフォーカス）
- 撮影 - 青木泰弘（ビデオフォーカス）
- 美術協力 - KHKアート
- 技術協力 - ビデオフォーカス、ブル、サンライズアート
- スタジオ - 国際放映TMC-1
- 協力 - 山崎美術、パルティール、東宝コスチューム、カースタントTA･KA、NK特機
- スケジュール - 田中康司
- 制作主任 - 山本礼二
- 演出補 - 最知由岐斗
- スチール - 星野健一
- 広報 - 神戸慎司（フジテレビ）、植木圭一・山本聡美（東海テレビ放送）
- 記録 - 上出悦子
- プロデューサー補 - 服部宣之（東海テレビ放送）、大越大士（ビデオフォーカス）
- プロデューサー - 大久保直実（ビデオフォーカス）
- 演出・プロデューサー - 西本淳一（東海テレビ放送）
- 制作 - 東海テレビ放送、フジテレビ、ビデオフォーカス

## 関連商品
- 『牡丹と薔薇』 DVDボックス 上・中・下 、ポニーキャニオン
- 書籍 『牡丹と薔薇』上・下 2004年ワニブックス、文庫版 徳間文庫 2007年 ISBN 4198926824, ISBN 9784198926823

## 新・牡丹と薔薇
『新・牡丹と薔薇』（しん ぼたんとばら）のタイトルにより、2015年11月30日から2016年1月29日まで前作と同じく東海テレビ制作・フジテレビ系の昼ドラ枠にて放送されたテレビドラマで、全41話が放送された。脚本は前作に引き続き中島丈博が手掛け、制作会社は前作と同様ビデオフォーカスが担当する。なお、黛英里佳は本作が連続ドラマ初主演作となる。
2004年版の様な姉妹によるキスシーンなどは描かれていない。
2016年8月2日から毎週月曜日から金曜日午後1時より千葉テレビ放送にて放送された。

### あらすじ

#### 第1部
昭和57年（1982年）夏。高校生・西山眞澄は重い足取りで、産婦人科を訪れていた。診察の結果、妊娠が判明。しかし相手の男性は、既に他界していた。眞澄が密かに交際していた大学生・藤岡に妊娠を打ち明けると喜び、親に打ち明けることを約束。その後就職のため、故郷・福岡県へと帰った彼とは、電話でやり取りしながら遠距離恋愛を続けていたが連絡が途絶えてしまう。藤岡の実家を訪ねると、喪服姿の母親が現れ、交通事故で亡くなった事を告げられる。彼と交際していた事も彼の子を身篭っている事も告げられぬまま、その場を後にするしかなかった。
すでに中絶できない時期に入ってしまい、途方に暮れる眞澄は産婦人科医・稲垣に諭され、産む事を決断。眞澄は思い切って、生みの母である女優・浅黄萌子の元を訪れる。実は眞澄は、萌子が妻子ある有名な歌舞伎俳優・長谷川梅鳳との間に儲けた子供であった。眞澄は表向きには萌子の「妹」とされ、祖父母に育てられていた。結局、誰にも相談できぬまま出産予定日が間近に迫った12月、眞澄が産婦人科を通院するのを目撃した友人の口から、妊娠を知らされた祖父母は驚き、眞澄を罵倒する。実家を訪れた萌子は、父から眞澄の妊娠を聞き驚く。萌子と祖父が言い争う中、眞澄はショックで産気付き、女児を出産。自分で育てるつもりであったが、母に反対され女児を手放す事に。女児が養子縁組に出される前、眞澄から女児の名付け親を頼まれた稲垣は、自身の好きな牡丹の花から「ぼたん」「富貴子」を提案。眞澄は女児の養父母に一緒に渡して欲しいと亡き恋人から贈られた万華鏡を託した。
4年の月日が流れ、萌子の下で暮らしていた眞澄は大学4年生に。就職活動を終え、海外を飛び回る添乗員になりたいという夢を抱き、キャンパスライフを謳歌していたが、街でベビーカーを押す母親の姿が目にとまる度我が子のことを思い出す。ある日眞澄は、まだ見ぬ父・梅鳳に会いに行くが、「二度と顔を見せるな」とけんもほろろに追い返されてしまう。事情を聞き憤る萌子の様子を目にし、眞澄は二人の希薄な関係に失望した。そんな中眞澄はバラ園経営者・小日向崑一と運命的な出会いをし、洗練された雰囲気を漂わせる崑一に惹かれていく。崑一と交際を深める眞澄はある日、先妻との間に儲けた娘・ぼたんと出会う。ぼたんは眞澄が手離した女児と同じ12月28日生まれ、稲垣が名付けたものと同じ名前まで付けられていた。眞澄は、崑一に逆プロポーズし結婚した。だが個性的な性格の姑・カオルコの存在に眞澄は途方に暮れた。月日は流れ、眞澄は女児・美輪子を出産。奇しくも美輪子もまた、ぼたんと同じ12月28日生まれだった。

#### 第2部
それから18年の月日が流れ、長女・ぼたんは23歳、次女・美輪子は18歳。それぞれ美しく成長し、誕生日を迎えていた。ある日美輪子は、祖母の墓参りに訪れた際、外国人墓地の管理人をしている一人の青年と出会う。青年の名は吉田多摩留。美輪子と多摩留は恋に落ち、デートを重ねるようになる。一方のぼたんは近々、瀬尾綱輝と結婚する事になっていた。そんなある日、美輪子と多摩留の交際を偶然知ったぼたんは、離婚した母・世奈子に涙ながらに訴えた。世奈子は崑一と離婚後、スペインレストラン『マダム・ヨナ』を経営。離婚した後も、事あるごとに小日向家に関わっていたのだ。美輪子が多摩留と交際している事を世奈子から知らされた眞澄は、自身が高校生時代を思い出し、猛反対。ぼたんに対し、美輪子を監視するよう命じた。
2人の交際は長くは続かなかった。多摩留が無理矢理美輪子の体を求めた事から、美輪子の愛が冷め、多摩留とはもう会わないとぼたんに宣言。美輪子にフラれた多摩留はショックを受け、ストーカー行為を行うように。小日向家や彼女の通う学校で待ち伏せし、自宅にナイフ入り脅迫状を送ったことから、ついに美輪子は父と警察署を訪れ、被害届を提出。多摩留は実家の天ぷら店で警察官から警告を受けた。だが多摩留の行為は収まるどころか、インターネット上に彼女のあられもない姿の画像をアップする。バラ園の客から美輪子の画像の公開を知らされたぼたんは驚き、美輪子に事の次第を話す。父から平手打ちされ、号泣する美輪子。泣き崩れる美輪子を抱きしめるしかできないぼたん。
ぼたんは式場の予約の帰り、自宅を見張る多摩留の車へ乗り込み夜の公園へ。これ以上妹に付きまとわないようを諭すぼたん。だが彼は、涙を浮かべながら諦め切れないと吐露。ぼたんは彼をホテルへ誘い、これまで綱輝にも許さなかった自身の処女を多摩留に捧げた。スッキリとした表情で帰っていくぼたんとは対照的に、多摩留は自己嫌悪に陥りベッドで号泣。帰宅したぼたんは美輪子に「何も心配することはない」と妹を諭す。その日を境に、これまで気が進まなかったウエディングドレスの仮縫いなどに嬉々として向かうぼたん。そんな彼女の様子に、複雑な心境を抱く眞澄。ピアノのレッスンを再開し、明るさを取り戻した美輪子。だがその一方で、多摩留は美輪子を殺害する計画を立て、パソコンで「M計画を決行する」というメールを送信していた。
雷鳴が轟くその日。ぼたんは、綱輝と挙式の打ち合わせで不在だった。美輪子はピアノのレッスンを終え、帰宅。同じ頃吉田家では、アメリカに留学中の長女から国際電話が入り、「多摩留から「M計画を決行する」メールが来た」と知らされる。驚いた多摩留の父・峰靖は外国人墓地の管理人部屋へと向かい、そこで美輪子の顔写真が張られている段ボール箱がメチャクチャに切り裂かれて転がっているのを発見し、息子の殺意を確信した。
帰宅した美輪子が部屋へ戻ると、そこに忍び込んでいた多摩留にナイフを突きつけられた。その直後、帰宅したぼたんが目にしたのは、鬼の様な形相の多摩留が必死に逃げまどう美輪子を今にも刺そうとしていたところだった。2階の座敷で対峙する3人。多摩留は美輪子にナイフを向け突進したが、ぼたんが美輪子をかばって刺され、即死。多摩留はさらに、リュックサックへ忍ばせていた灯油を座敷へ撒き、ライターで火をつけた。騒ぎに気付いて遅れて駆けつけた眞澄もぼたんを救い出せぬまま、みるみると火の手が回り、小日向家は炎上した。半狂乱の眞澄・崑一・美輪子。
ぼたんと多摩留の遺体は警察へと搬送された。吉田家の一同が現れ、美輪子が生きている事を知り驚く。「なんで美輪子さんが？」と驚く多摩留の母・伊佐子に対し、激怒した崑一は「あんたの息子がぼたんを殺した」と罵倒。『マダム・ヨナ』で、ぼたんの葬儀が執り行われる。世奈子は号泣し、美輪子を罵倒するが、眞澄と崑一から制止された。駆けつけた綱輝に、崑一は警察から返されたぼたんの遺品である指輪を渡す。その後、奇跡的に焼け残った『富貴長春図』の油絵を一同に見せ、「ぼたんは皆の心に生きている」と語る崑一。荼毘に付されていくぼたんに、心から謝る美輪子。
ぼたんの死から2年後の春。更地となった小日向家の前に、スーツケースを持った一人の女性が立っていた。

#### 第3部
小日向家の前に立っていた一人の女性は、近所の住人に「この家でいったい何があったのか」と訊ね、そこで多摩留のストーカー殺人事件を知らされた。事件の詳細を聞き、すぐさま立ち去る女性。
一方、美輪子は事件のショックから一時は精神を病むほど弱っていたが立ち直り、現在は大学に通っていた。母・眞澄と2人で祖母・萌子のマンションに身を寄せ、父・崑一はホテル暮らしをしていた。
『マダム・ヨナ』でワインを飲んでいた崑一は、世奈子からぼたんのへその緒を見せられた。崑一は世奈子にいい家が見つかったからそろそろ引っ越す事を検討している話をした。そんな元夫に対し、「今更一緒に暮らしてもぼたんが帰ってくるわけでもなし」と厭味を言い、眞澄と離婚する事を勧めていた。崑一は「家庭まで崩壊させたくない」と拒否。未だに世奈子は「ぼたんを見殺しにしたあの母娘」とぼたんを喪った怒りを美輪子と眞澄に対して抱いていた。
小日向家は、九品仏で新しい住まいとなる物件を見に行っていた。崑一は、眞澄と美輪子にあの『富貴長春図』をリビングに飾る事を提案。2階へ上がり、自分の部屋を確かめる美輪子。崑一は「心機一転、これからは新たな生活が始まるんだ」と2人に告げた。
その頃、多摩留の実家・『天麩羅吉田屋』は多摩留の起こした事件の影響で廃業同然になり、生前多摩留が暮らしていた部屋も片付ける事が出来ず、そのままになっていた。多摩留の母・伊佐子は人目を避けて地元の商店街から遠方のスーパーへ買い物に行かざるを得なくなり、父・峰靖は自暴自棄な生活を送っていた。そんな中、長年アメリカへ留学していた長女・富貴子が突然帰国した。実は富貴子は、吉田家の家族とは血がつながっていないのだ。富貴子との再会を半分諦めていただけに、喜びをかみしめる両親と次弟・杉彦。富貴子はアメリカで結婚していた事を初めて両親に打ち明けたが、2年で離婚したことを明かし、「やっぱりここに帰ってくるしかなかったのね」とも呟いた。両親は事件の影響で天ぷら店に客が来なくなり、現在に至っている事や、吉田家が小日向家から「長女を殺された損害賠償」として3億円の慰謝料を請求され、地裁で係争中である事を知らされた。だが小日向家には、高額の火災保険が支払われていた事を聞かされて驚くと同時に、3億なんてとても無理だと途方に暮れる富貴子。
富貴子は両親に対し、本当はこの家に帰ってくるつもりはなかった事を打ち明けた。離婚後もアメリカの市民権を持っており、そのまま暮らしても良かったと思っていた事を話す富貴子。アメリカは様々な人種が集まる国である事から、しっかりと「自分」というものを持っていないと暮らしていけないと現地で暮らしていた中で感じ、自分のアイデンティティーをしっかりとつかまえておきたいと自分の出生が知りたくなった事を打ち明かした。産婦人科医の仲介で、自身を養女に迎えた事を知っている富貴子は両親に訊ね、伊佐子は「不妊症で子供が出来にくい体質だった」事と、「富貴子は戸籍上『実子』である」事を話した。しかし今更そんな話を蒸し返さないで欲しいと責められ、峰靖からも古い話だと渋い顔をされる。それでも富貴子は、自分がどんな両親から産まれてきたのか知りたいと、養子縁組を仲介したのはどこの産婦人科で、何という医師なのかと問いただす。ようやく逗子の産婦人科である事を話した峰靖。富貴子はとりあえずの生活資金として、現地で生業としてきたネイルアートで稼いだドルを日本円に替えた札束を出し、その上で何もかも話してほしいと懇願した。
一方、美輪子と眞澄はぼたんの墓参りへ行くが、そこに現れた世奈子が花を手向けると、二人を『マダム・ヨナ』へ誘う。世奈子は美輪子に対し、娘を喪った怒りをぶつけた挙句、「ふしだらな薔薇だ」と美輪子を罵倒。たまらず眞澄も反論するが、世奈子は二人を責め続ける。とうとう美輪子は怒りを爆発させ、眞澄を連れて店を出た。崑一は萌子から連絡を受け、リビングで号泣する眞澄を慰める。ついに眞澄は萌子の制止を振り切り、25年前に出産した女児の事を崑一に告白。
その頃、富貴子は逗子の稲垣産婦人科医院を訪れ、自身を取り上げた稲垣と対面。稲垣は、富貴子に「牡丹の花が好きだから、富貴子と名付けたんだよ」と明かした。病院を出た富貴子は、稲垣からもらった住所が書かれたメモを頼りに、峰靖とともに自身の生みの母の生家を訪ねるが、現在暮らしている西山家の遠縁の女性から、祖父母は「数年前に亡くなっている」事を聞かされた。一足先に東京へ戻った富貴子に代わり、委任状を偽造して当時の戸籍謄本を手に入れた父が血相を変えて帰宅。そこには恐ろしい事実が記されていた。富貴子の実母は、現在損害賠償請求されている小日向家の夫人・眞澄であることと、祖母は有名女優・浅黄萌子であること、そして多摩留がストーカー行為を行っていた美輪子が異父妹である事が判明。ショックを受けた富貴子はネイルアートサロンをするための物件を捜しに行くと偽って、密かに小日向家を訪ねていた。車に乗って帰宅した眞澄を見て、名乗り出る事が出来ないことに苦しむ富貴子。
富貴子は別の日にバラ園を訪れ、園内のローズサロンへ。そこでは美輪子が女子大の友人を招き、ピアノを奏でていた。美輪子が『牡丹と薔薇』を弾きはじめると、思わず涙をこぼす富貴子。サングラスを外し、涙を拭く彼女の顔を見た美輪子は驚愕。なんと富貴子は亡き姉・ぼたんと瓜二つの顔だったのだ。急いでサングラスをかけると、ローズサロンを飛び出す富貴子。帰宅後、その時の一部始終を両親に話す美輪子。半信半疑の両親に怒る美輪子。彼女の様子を見て、「PTSDではないか」と事件の後遺症を心配する眞澄。
その頃、富貴子はネイルサロンを始めるためテナントを借りる事になるが、その物件を必要としている別の男性とシェアする形で、契約した。その男性・神崎は、皮革鞄の製造販売業であった。ネイルサロンをオープンさせた富貴子。富貴子の店は好調だったが、神崎の皮革鞄専門店は客足が伸び悩んでいた。早じまいして、富貴子を食事に誘う神崎。神崎は富貴子に、自身がデザインしたポシェットを贈った。
美輪子は再びあのぼたんと瓜二つの女性が現れると信じて、ローズサロンの従業員募集の広告を出したが、面接に訪れたのは全員彼女の希望に沿わない女性ばかりで、失望し荒れる美輪子。別の日、美輪子の友人が富貴子のネイルサロンへ行き、彼女にネイルアートをしてもらった事を明かす。美輪子はピアノを習っている事からマニキュアを施す事には難色を示すも無理矢理誘われ、早じまいをしていた富貴子のネイルサロンへ。そこでついに再会を果たした美輪子は、富貴子に抱擁して感涙にむせび、富貴子は優しく美輪子の話を聞いた。
後日、富貴子は美輪子に誘われバラ園へ。ローズサロンに入ると、そこには生みの母・眞澄と祖母・萌子が。富貴子から生年月日などを告げられ、あの25年前に産み育てられなかった娘である事を確信せざるを得ない二人。ようやくめぐり逢えた事に感涙する眞澄と富貴子。帰宅後、美輪子から一部始終を打ち明けられた崑一は「ぜひ会わせてくれ」と美輪子に告げた。
別の日、神崎の皮革鞄専門店を訪れていた峰靖に、神崎は開店からずっと閑古鳥である状況だが、店の経営が軌道に乗ったら、好意を抱いている富貴子に結婚を申し込むと打ち明ける。店を出ようとした峰靖は、ネイルサロンを訪れる美輪子の姿を見つけ、慌てて隠れてしまう。
富貴子は美輪子から一緒に小日向家で暮らすことを持ちかけられたが、自身が亡き多摩留の義理の姉である事を打ち明けていない事から思い悩む。ネイルサロンの壁に飾られた神崎から贈られたポシェットを見て、彼が富貴子の恋人である事を確信した美輪子は、怒りに任せてポシェットを持ち去り、切り刻んだ。さらに彼女は友人たちを引き連れ、神崎に対して罵詈雑言を浴びせた挙句、店内をメチャクチャにして去って行った。何も知らない富貴子は、差し入れを持って店を訪れるが、荒れる彼の姿に衝撃を受けた。そこへ突然、金融業の社長が部下を連れて現れ、神崎に対し借金を返すよう催促。それからしばらくの後、神崎は店をたたんで姿を消した。驚く富貴子は残されたゴミ袋の中から、切り刻まれたあのポシェットを見つけた。美輪子の仕業だと確信した富貴子は美輪子を問い詰め、開き直る美輪子を平手打ち。彼女からの執着心が普通でない事を感じた富貴子であった。
しばらくして、富貴子は美輪子と共に小日向家へ現れ、義父にあたる崑一と初対面。崑一は、ぼたんが生き返ったようだと感激する。吉田家の両親に引き留められるものの、同居を決意した富貴子は小日向家へ。富貴子は美輪子から生前のぼたんと同じように生活する事を求める。世奈子は小日向家の元家政婦・平野から、小日向家に同居人が住んでいる事を耳にし、不快感を示す。ある日眞澄は、崑一から贈られたネックレスが失くなっている事に気付く。富貴子との同居開始直後である事から、彼女が盗んだと疑う眞澄。たまりかねた富貴子は、「言っていいことと悪い事がある」と飛び出していく。狂ったように、クローゼットを探す眞澄は、富貴子のトランクから赤ちゃんの頃の写真を見つける。そこに写る富貴子の傍らには、藤岡から生前贈られた万華鏡が。養子縁組の際、稲垣に万華鏡も託していたのだ。小日向家を飛び出した富貴子は、ローズサロンで美輪子と大喧嘩。吉田家へと戻ってきた富貴子は美輪子の悪口を言うが、峰靖は彼女の妹への想いを感じていた。美輪子は富貴子が出て行った事でショックを受けて倒れ、入院してしまう。その頃、小日向家で眞澄が写真を見ながら当時を振り返っていたところへ崑一が帰宅。失くしたネックレスがケースの中に戻っている事に気付いた眞澄が崑一を問い詰めると、世奈子に貸していたと告げられた。取り返しの付かない事をしてしまったと後悔した眞澄は、後日富貴子のネイルサロンを訪れ、事の次第を打ち明けると共に富貴子に謝罪。退院してきた美輪子は、富貴子が帰宅した事に感激。それからしばらくして、富貴子はネイルサロンをローズサロンへ移転し、リニューアルオープンさせていた。それと同時に、ローズサロンを訪れた世奈子は、美輪子から富貴子を紹介される。客にネイルアートを施している富貴子の顔を見て、驚愕する世奈子。
富貴子と対面した世奈子は、彼女が亡きぼたん同様に扱われている事を快く思わず、「偽物のぼたん」とあからさまに嫌悪感を示した。やがてクリスマスシーズンを迎えたある日、富貴子はホテルへ出張ネイルアートの仕事に行っていた。そこへ、「フー子さん」と声をかける一人の男性が。彼女が5年ほど前に行きつけだったスナックの常連仲間だった男性・清塚だった。久々に気の置けない相手とゆっくり話すことが出来、ホッとする富貴子。富貴子は彼とデートの約束をして帰宅。それを知った美輪子は、今年は富貴子と過ごせると思っていたため激怒。イブの夜、ローズサロンで仲間を集めてパーティーを開くが、ピアノを弾くのを中断し、ヤケ酒をあおる。帰宅後、部屋へ戻ると富貴子のベッドサイドにあった、清塚から贈られたクリスマスプレゼントの上生菓子を怒りに任せ、メチャクチャに踏みつけた。それからしばらくして、『マダム ヨナ』で富貴子と美輪子の誕生日が祝された。崑一から色違いのパーティードレスを贈られ、喜ぶ二人だが、世奈子は相変わらず富貴子を疎んじていた。すると美輪子は「お姉ちゃまにプレゼントがあるの」と席を立つ。美輪子からのプレゼントとは、亡きぼたんの婚約者だった綱輝であった。
綱輝は富貴子を一目見て大喜びし、ぼたんの遺品となったトルコ石の指輪を富貴子に贈る。美輪子は清塚に会い、姉と別れて欲しいと直談判。非常識だと怒る彼に対し、美輪子は清塚に迫り、富貴子から略奪する形で交際を開始。後日、富貴子は綱輝と屋台で呑んでいたところ、富貴子の発した不用意な一言から居合わせた客に突然襲われた。自身をかばい、重傷を負った綱輝。責任を感じた富貴子は彼が入院する病院へと通い、献身的に介護していた。この事がきっかけとなり、二人は急接近する。ところが、この交際を快く思わない人物が二人いた。一人は、富貴子に対し積極的に綱輝との交際を薦めた美輪子。もう一人は、富貴子を疎む世奈子であった。退院パーティーがローズサロンで開かれ、祝杯をあげる小日向家の一同。仲睦まじい二人の様子に不快感を抱いた美輪子は、気分が悪いと言って中座した。帰宅後、富貴子は美輪子から「ぼたんだったら、あんなに積極的に綱輝さんと話したりはしない」などと、次々と言動をダメ出しされる。後日、富貴子は綱輝と会い、生前のぼたんがどんな女性だったのかを聞く。そこへ美輪子が清塚と現れ、富貴子に絡みだす。とうとう堪忍袋の緒が切れた富貴子は、美輪子をバーから連れ出し、『天麩羅吉田屋』へ。ついに富貴子は美輪子に対し、「私は亡くなった多摩留と（義理の）姉弟だったの」と告白したのであった。
あまりの事に、衝撃を受ける美輪子。富貴子は生前、多摩留から送られたメールを美輪子に見せる。事実を知った美輪子は、富貴子に対しこの事は秘密にする事を誓う。それからしばらくして、美輪子は清塚と別れる事を決めるも、多摩留の件がトラウマとなり一人で別れを切り出すことが出来ない彼女は、綱輝に代理を頼む。『マダム・ヨナ』で、美輪子からの別れ話を綱輝から切り出され、突然の事に清塚は怒り出すも、しぶしぶ承諾。そこへ世奈子が現れた。3人で話すうち、世奈子は清塚から「フー子さんは天麩羅屋の娘」という事を聞き、「鎌倉じゃなかったの?」と疑問視する世奈子。しばらくして、小日向家を訪れた綱輝と小日向家の一同がリビングで談笑していたところへ、突然世奈子から崑一に電話が入る。『マダム・ヨナ』に呼び出された崑一は、世奈子から「富貴子は吉田家の娘だ」と明かされた。あまりの事実に、愕然とする崑一。さらに世奈子は「彼女はすべて承知の上で、小日向家へと入り込んだのでしょうね」と言い放った。
電話で『マダム・ヨナ』に呼び出された眞澄は、事の真相を知り衝撃を受ける。それから数時間後、『天麩羅吉田屋』に帰った富貴子は、峰靖から「アメリカにいた頃の富貴子の知人を名乗る二人の女性（世奈子と平野）が店に現れた」事を知らされ、いぶかしむ。小日向家へ帰った富貴子は、どこかよそよそしい両親の姿に困惑する。翌朝、いつもよりも早く家を出た富貴子が『天麩羅吉田屋』へ合鍵を使って入る様子を、尾行していた崑一が鬼の形相で見つめていた。崑一は店に現れ、富貴子と吉田家の一同に対し加害者家族の養女である事を知った事を話し、その上で「二度と小日向家の敷居を跨ぐな」と彼女に絶縁を宣言。その数時間後、小日向家へと引越し業者が現れ、富貴子の荷物をまとめ始める。突然の事に驚く美輪子が両親を問い詰めると、富貴子が養子に出された家が吉田家である事を知ったからであると告げられた。あまりの事に、泣きながら両親に抗議する美輪子。「私たちは『牡丹と薔薇』の姉妹だ」と言い、富貴子との絆は決して切れないと告げると、リビングを飛び出して行った。
『マダム・ヨナ』で、綱輝は世奈子から富貴子が吉田家の養女である事を明かされていた。婚約を破棄するよう迫る世奈子に、綱輝は「5月の牡丹の咲く時期に富貴子と結婚する」と宣言。富貴子が小日向家を追われてから、美輪子はずっと部屋に閉じ籠っていた。眞澄が部屋のドアをノックしても、「ママはパパの手先だ」と聞く耳を持たない美輪子。心配した萌子が小日向家を訪れた。
同じ頃、『天麩羅吉田屋』には小日向家から送り返されてきた富貴子の荷物が山のように積まれ、富貴子と峰靖は途方に暮れていた。後日、富貴子は綱輝とローズサロンへ向かうとネイルサロンがあったスペースがガランとしている事に驚く。そこへ綱輝から連絡を受けた美輪子が現れ、富貴子と再会。涙ながらに二人の絆は変わらない事を誓い合う。それからしばらくして、自由が丘にネイルサロンを開業した富貴子。美輪子はネイルサロンを手伝うようになっていた。
一方、崑一と眞澄の夫婦仲は修復不能なほど破綻していた。崑一は世奈子とよりを戻しており、世奈子は崑一に「早く眞澄さんと離婚して」とせがんでいた。ある夜、崑一はホテルで世奈子との情事の最中に突然倒れ、病院へと搬送された。その頃、崑一が家に帰らなくなり、美輪子が富貴子の元へ頻繁に通っていることから、家で一人残されている眞澄を心配した萌子が訪れていて、眞澄からも泊っていくよう勧められ小日向家に泊っていた。明け方4時、突然小日向家に電話が入り、眞澄は崑一が亡くなった事を知らされる。搬送先の病院に向かった眞澄と美輪子は、処置室で崑一の亡骸と対面する。そこにいた世奈子から「最期を看取ったのは私よ」と告げられた。医師から腹上死であると告げられた眞澄は激怒し、世奈子を追い返した。小日向家では、崑一の葬儀が営まれた。その直前、富貴子は綱輝から参列するよう勧められるも、生前に縁を切られた事を理由に断った。彼女はネイルサロンのテーブルに菊の花を手向け、一人で崑一の冥福を祈っていた。
葬儀を終え、小日向家では眞澄がローズガーデンの社長に暫定的ではあるが就任した事を美輪子と萌子に明かした。銀行からは資産を凍結され、しかも崑一が多額の負債を抱えている事が判明。ローズガーデンを売りに出さなければいけないところまで来ていたのである。美輪子は「私はローズガーデンの申し子だ」と猛反対。翌日、美輪子に乞われた富貴子が小日向家を再訪。再会の感動にひたる間もなく、富貴子は眞澄から多額の負債を抱えている事を知らされ、驚く。
後日、ローズサロンで接客中の美輪子の元へ、世奈子が資産家・大隈春馬を連れて現れた。さらに彼女は大隈を連れて小日向家へと乗り込む。崑一の死の原因でもある彼女の訪問に怒る眞澄。しかも世奈子は、崑一が生前、眞澄と離縁して自身と再婚すると約束したことを暴露し、眞澄は愕然とする。どことなく野卑な雰囲気を漂わせる大隈に、嫌悪感を抱く美輪子だったが、大隈は負債を肩代わりする条件として、「美輪子さんと結婚したい」と申し出てきたのだ。あまりの事に、ショックを受ける美輪子であった。美輪子に降りかかった災難は自分が引き受けると決意した富貴子は後日、『マダム・ヨナ』へと行き世奈子に対して美輪子の代わりに自分が大隈と結婚することを宣言。富貴子が婚約していた綱輝との関係を完全に断ち切れるのかを疑う世奈子は交換条件として、綱輝が美輪子と結婚することを提示。美輪子は綱輝と偽装結婚することを受け入れ、婚約解消に納得できずにいた綱輝も、最終的にそれを了承した。富貴子と大隈、美輪子と綱輝の合同披露宴前夜、ホテルで富貴子と綱輝は永遠の愛を互いに誓い合い、激しく愛し合った。合同披露宴当日、小日向家・大隈家・瀬尾家・吉田家の一同と世奈子が顔を揃える中、富貴子の養父母である吉田家の出席に納得がいかず、怒りをぶつける世奈子と眞澄や萌子が口論となり、興奮した杉彦が大隈夫妻のケーキ入刀直前にウェディングケーキを倒してしまい、メチャクチャな祝宴となってしまう。

#### 第4部
合同披露宴から5年後、大隈・富貴子夫妻の娘・瑠璃は4歳となった。大隈は瑠璃を溺愛し、夫婦仲も悪くなかったが、富貴子は夫に対し、ふと嫌悪感が湧き上がる瞬間があった。一方、入籍はしたものの、別居生活を続ける綱輝・美輪子夫妻。美輪子は眞澄とともに、富貴子の身を案じていた。祖母・萌子は病に倒れ、入院生活を送る日々。ある日、大隈家を訪れた綱輝は、瑠璃の姿を見て、幼い頃の自身の妹に似ていたことから、合同披露宴前夜に富貴子と愛し合った時の子ではないかと問い詰めるが、富貴子はそれを否定する。そこへ大隈が帰宅した事から、慌てて綱輝をリビングから脱出させる富貴子。ローズサロンで接客していた美輪子は、靴も穿かずに現れた綱輝の様子に驚く。
別の日、瑠璃が通う幼稚園を訪れた世奈子は、一目見て瑠璃が大隈の子ではないのではと疑念を抱く。そして世奈子からその話を聞いた大隈は、還暦を過ぎてからも精力旺盛だと自負していたものの、病院で検査を受けた結果、先天的な精子無力症だと診断され、自身の子ではないと確定し愕然となる。富貴子と美輪子に裏切られた怒りから、大隈はナイフを手に『富貴長春図』の油絵を切り裂く。世奈子から瑠璃の実の父親が綱輝だと聞かされた美輪子がすぐさま富貴子の元に駆けつけると、態度が豹変した大隈から瑠璃の身の安全を守るため、瑠璃を一旦西山（瀬尾）家に預けるよう提案。怒りの収まらない大隈は、さらに甥の伸介を呼び寄せ、大隈邸に居候させる。用心棒の伸介には、富貴子の監視をさせるだけでなく、自身に代わって大隈家の血筋を遺すべく、富貴子との関係を無理矢理持たせようとする。
その頃、美輪子は預かっていた瑠璃を自分で育てたくなり、別居中だった綱輝を呼び、偽装結婚の解消を申し出る。綱輝との夫婦関係までも一変した美輪子の態度に、富貴子が瑠璃を連れて帰ろうとしたところ、萌子の容態が急変したという知らせが。眞澄・瑠璃とともに、病院に駆けつけた富貴子と美輪子に、萌子は姉妹で仲良くするよう言い残し息を引き取る。
別の日、瑠璃に会う為に大隈邸を訪れた杉彦は、富貴子が伸介に無理矢理関係を求められ逃げ惑う姿を目にする。姉を救いたい一心で富貴子が逃げ込んだ和室で伸介と対峙した杉彦は、投げ飛ばされた拍子に手にした床の間の模擬刀で、伸介の首筋を刺し死なせてしまう。
大隈家で、警察の現場検証が行われている。杉彦は警察官からの問いかけにも応じられる状態ではなく、ただ震えるばかりであった。事情聴取に応じる大隈。その傍らで、富貴子は呆然として涙を流すばかり。事件を知った、峰靖・伊佐子が大隈家へと現れた。兄弟揃って殺人犯となってしまった事に、ショックを受ける2人。杉彦は警察へと連行されていった。
世奈子から連絡を受け、大隈家へやって来た眞澄。富貴子の様子を見て驚く眞澄。富貴子は事件のショックで、精神に異常をきたしてしまったのである。大隈は、すっかり変わってしまった富貴子を持て余していた。眞澄は富貴子を引き取る事を2人に告げた。
富貴子は入院する事になった。ベッドで横たわる富貴子を見て美輪子は、自身がぼたんを喪い一時精神を病んでいた時の事を振り返っていた。美輪子は綱輝と瑠璃に対し、「自分が富貴子の世話をする」と言う。
『マダム・ヨナ』でワインを飲みながら、苦悩を打ち明ける大隈。世奈子は「いざとなったら 自分が世話をする」と慰めていた。その頃、吉田家は杉彦が起こした事件の影響でついに廃業寸前に至っていた。週刊誌にも過去の多摩留のストーカー殺人事件と合わせて報じられ、「殺人天ぷら店」のレッテルを貼られてしまい、店の外壁には落書きまでされていたのである。
そこへ眞澄が瑠璃を連れて訪れた。血はつながっていないとはいえ、たった一人の孫娘の姿に目を細める峰靖。
月日は流れ、その年の12月。綱輝は瑠璃を連れて、富貴子と美輪子が静養している富士山の見える別荘へと車を走らせていた。
美輪子に出迎えられる2人。別荘に入ると、そこにはぼたんのようにしとやかな容姿・性格となった富貴子の姿が。そればかりか富貴子は娘の存在すら忘れてしまったのである。あまりの事に愕然となり、涙する綱輝。美輪子は『牡丹と薔薇』のレコードをかけ、富貴子と2人踊り始める。こうして、『牡丹と薔薇』の姉妹は、手を繋ぎながら美しい景色を眺めながら歩いたのであった。〔完〕

### キャスト（2015年版）

#### 小日向家
小日向 ぼたん（こひなた ぼたん）〈23〉
演 - 古川凛〈4〉→黛英里佳〈23〉
- バラ園経営者の崑一と世奈子との間に産まれた娘（長女）。美輪子の異母姉。1982年（昭和57年）12月28日生まれ。妹思いで、しとやかな性格。離婚した実母・世奈子から一方的に綱輝との縁談を薦められ、悩んでいる。美輪子の元恋人・多摩留にこれ以上ストーカー行為をしないよう諭した上、彼に自身の処女を捧げた。その日を境に結婚準備に積極的になっていくが、妹・美輪子をかばって、多摩留に刺殺されてしまう。

小日向 美輪子（こひなた みわこ）→瀬尾 美輪子（せお みわこ）〈18～〉
演 - 逢沢りな
- 崑一と眞澄との間の娘（次女）。富貴子の異父妹、ぼたんの異母妹、綱輝の妻、瑠璃の叔母。1987年（昭和62年）12月28日生まれ。ぼたんとは正反対の積極的な性格。ピアノを習っている。外国人墓地で知り合った、墓地の管理人の青年・多摩留と運命的な出逢いをする。だが、彼から無理矢理体を求められた事が原因で一方的に別れを決める。その事が原因で、ストーカー行為を受けるように。最後は多摩留から自身をかばって、姉・ぼたんが刺殺されてしまう。一時期は、事件の影響でPTSDとなるが回復し大学生に。左手首にリストカットの跡がある。父に「バラ園の経営に携わりたい」と告げ、ローズサロン再開に向け、動き出す。サロンでピアノを弾いている最中、亡き姉・ぼたんに瓜二つの女性（異父姉・富貴子）と対面。あまりにも瓜二つなため、驚愕していた。富貴子が異父姉妹であると知り、一緒に暮らそうと切り出すが、ぼたん同様に生活して欲しいと懇願。富貴子を困らせる。富貴子に綱輝との仲を取り持つも、ぼたんとは違い積極的になる様子に不快感を抱くようになり、堪忍袋の緒が切れた富貴子から「多摩留と姉弟である」事を告げられる。それが原因となり、両親が彼女と絶縁・家から追い出したショックで部屋に閉じ籠っていたが、綱輝のとりなしで富貴子と再会。涙ながらに2人の絆は変わらない事を誓い合う。その後はネイルサロンを手伝うようになる。
- 父・崑一の急逝により小日向家の多額の負債を知り、世奈子がローズサロンに連れて来た資産家・大隈から負債の肩代わりをする条件として、彼と結婚するよう迫られるが、富貴子が大隈と結婚する代わりに、綱輝と偽装結婚。綱輝とは戸籍上は夫婦だが、別居生活を送っていた。自身の身代わりに、大隈と結婚した富貴子の身を案じる。瑠璃が実子ではない事を知った大隈から彼女を守るため、一旦西山（瀬尾）家に瑠璃を預けるよう富貴子に提案。しかし、瑠璃への愛情から綱輝との偽装結婚を解消、本物の夫婦関係に。杉彦の起こした殺人事件のショックで精神が壊れてしまった富貴子の介護をする事を決意。2人で富士山の見える別荘へと移住した。

西山 眞澄（にしやま ますみ）→小日向 眞澄（こひなた ますみ）
演 - 美山加恋〈18〜22〉→伊藤かずえ〈41〜〉
- 富貴子・美輪子の実母、ぼたんの養母、瑠璃の祖母。1964年（昭和39年）10月6日生まれ。高校時代に交際していた大学生（交通事故で死亡）との子を妊娠・出産した過去を持つ。実は女優・浅黄萌子の隠し子（表向きは「妹」とされている）。ぼたんの墓参りの際、世奈子から罵倒された事がきっかけとなり、ついに崑一に高校時代の出産を告白。25年前に出産した娘・富貴子と対面。『マダム・ヨナ』で世奈子と崑一から富貴子が吉田家の養女であると知らされ、衝撃を受ける。富貴子が小日向家を追われてから、昆一との夫婦仲に亀裂が入る。その直後、崑一が世奈子との情事の最中に腹上死。あまりの事に激怒し、世奈子を追い出した。崑一の葬儀後、暫定的にローズガーデンの社長に就任。銀行からローズガーデンを手放すよう迫られているが、直後に小日向家へと乗り込んで来た世奈子から、一方的に大隈を紹介された。富貴子・美輪子の結婚後は、小日向邸（大隈邸）から萌子のマンションに引っ越した。家のために大隈と結婚した富貴子の事を案じている。病に倒れ入院した母を介護していたが、孫娘・瑠璃が大隈に似ていない事から、綱輝の娘ではないかと疑い、母に相談するも窘められる。杉彦の事件で、精神に異常をきたしてしまった富貴子を引き取る事を、大隈・世奈子に告げる。

小日向 崑一（こひなた こんいち）〈36〜〉
演 - 岡田浩暉
- ぼたん・美輪子の実父、眞澄の夫。元妻の世奈子からは「崑ちゃん」と呼ばれている。ぼたんの葬儀で、奇跡的に焼け残った『富貴長春図』の油絵を皆に見せ、「ぼたんは心の中で生きている」と述懐していた。娘の死から2年間、ホテル暮らしをしていたが、新たな家を買い新生活を始める事を決意。新居へ引っ越したその夜のパーティーで、吉田家への損害賠償請求を取り下げた事を明かす。眞澄から25年前の出産を打ち明けられ、驚くが富貴子と対面し、大喜びする。
- 綱輝が退院した直後、世奈子から呼び出されて「富貴子は吉田家の娘だ」と知らされ、衝撃を受け、吉田家に出向き富貴子に「二度と小日向家の敷居を跨ぐな」と絶縁宣言した。この頃から世奈子とよりを戻し、ホテルで世奈子との情事の最中、突如ベッドで発作を起こし、腹上死してしまう。

小日向 カオルコ（こひなた かおるこ）
演 - 鰐淵晴子
- ぼたん・美輪子の祖母、崑一の母。個性的な性格。元嫁・世奈子とは折り合いが悪く、しょっちゅう嫁姑戦争を引き起こしていた。ぼたんと美輪子が成人する頃に他界している。

#### 吉田家
吉田 富貴子（よしだ ふきこ）→大隈 富貴子（おおくま ふきこ）〈25〜〉
演 - 黛英里佳（二役）
- 多摩留・杉彦の長姉。ネイルアーティスト。戸籍上は峰靖・伊佐子夫妻の実子だが血縁関係はない。美輪子の異父姉、大隈の妻、瑠璃の実母。1982年（昭和57年）12月28日生まれ。明光大学在学中に、4年間アメリカ留学。現地で結婚するも、2年後に離婚。市民権を得ている。多摩留がストーカー殺人事件を決行する前に「M計画を実行する」という内容のメールが送られており、両親の元へ国際電話をかける。それから2年後に突然帰国し、実家の窮状を知る。両親に自分のルーツが知りたいと迫るが、蒸し返さないで欲しいと懇願された。逗子の『稲垣産婦人科医院』を訪れ、自身を取り上げた稲垣と対面。誕生時の経緯を聞く。父・峰靖から実母が被害者遺族である事と実の祖母が女優である事、更には弟のストーカー被害に遭っていた美輪子が異父妹である事を知り、ショックを受ける。後日、ネイルサロンを開業するがついに美輪子と対面。同居を持ちかけられたが、加害者家族である事を打ち明けておらず苦悩する。吉田家を出て、小日向家で暮らし始めると、ローズサロンにネイルサロンを移転。美輪子から亡き姉同様に生活するよう懇願され、ぼたんの婚約者であった綱輝と交際するよう強要。綱輝にぼたんがどんな女性だったのかを聞いていたところ、美輪子が現れ絡みだしたため堪忍袋の緒が切れる。美輪子を『天麩羅吉田家』へ連れて行き、亡き多摩留の義姉である事を告白。その直後、崑一に絶縁されてしまう。小日向家を追われ、ローズサロン内で営業していたネイルサロンもテナント契約を切られ途方に暮れたが、綱輝の計らいで美輪子と再会。自由が丘にネイルサロンを再び開業。
- 昆一の葬儀後、美輪子から乞われ小日向家を再訪。小日向家の多額の負債に驚く。美輪子の理不尽な結婚話を知ると、世奈子に綱輝と婚約解消し、美輪子の代わりに大隈と結婚を宣言。綱輝・美輪子夫妻との合同披露宴前夜、綱輝と永遠の愛を誓い合い、激しく愛し合う。その後、瑠璃を出産。しかし、大隈に瑠璃の実父を知られ、美輪子からの提案により瑠璃を預けた。居候を始めた伸介から監視されるばかりか、無理矢理関係を迫られ逃げ惑っていたところ、偶然、瑠璃に会いに来た杉彦が自身をかばい、模擬刀で伸介の首筋を刺した。事件のショックから自我を失い、ぼたんのような容姿・性格へと変わり、瑠璃の事すら忘れてしまう。

吉田 多摩留（よしだ たまる）
演 - 戸塚純貴
- 吉田家の長男、富貴子の義弟、杉彦の兄。多摩丘陵の外国人墓地の管理人。美輪子に一目惚れし、交際を重ねるが、彼女の体を無理矢理求めた事が原因で、フラれる。彼女の事が忘れられず、自宅に電話するも取り次いでもらえず、ストーカー行為を行うように。
- ついには美輪子を殺害しようと小日向家へ現れ、庇ったぼたんを刺殺。最後は座敷に火を放ち焼身自殺した。

吉田 伊佐子（よしだ いさこ）
演 - 魏涼子
- 富貴子の養母、多摩留・杉彦の母。夫婦で蒲田近くの天ぷら屋兼食堂を経営する。
- 事件の影響で、遠方で買い物をしなくてはならなくなるなど、肩身の狭い思いをしている。

吉田 峰靖（よしだ みねやす）
演 - 安藤一夫
- 富貴子の養父、多摩留・杉彦の父、元銀行員。妻・伊佐子とともに天ぷら屋兼食堂を経営する。だが、事件の影響で店は一時廃業となり、小日向家から多額の損害賠償請求を起こされ、酒浸りに。帰国した富貴子に代わり、委任状を偽造して当時の戸籍謄本を入手、富貴子の実母と異父妹が被害者遺族である事を富貴子に明かし「これ以上関わらないほうがいい」と告げる。のちに店を再開する。
- 富貴子・美輪子の合同披露宴に家族で出席したが、加害者家族である事から世奈子に罵倒される。杉彦の刺殺事件が週刊誌に報じられ、兄弟揃って殺人事件の容疑者となった事からついに完全廃業へと追い込まれた。後日、眞澄が瑠璃を連れて、自宅を訪れ瑠璃と対面。孫娘の可愛らしい姿に目を細めている。

吉田 杉彦（よしだ すぎひこ）
演 - 石田愛希
- 富貴子の義弟、多摩留の弟、吉田家の次男。養護学校に通っている。多摩留の恋人・美輪子を紹介され、その美しさにピュアな感情を持つ。帰国した義姉・富貴子が小日向家へ引っ越してしまい、彼女を恋しがり頻繁に小日向家へと行くようになる。富貴子・美輪子の合同披露宴では世奈子に絡まれた両親らの言い争いに興奮し、ウエディングケーキをひっくり返してしまう。
- 姪・瑠璃を可愛がり、大隈邸を訪れた際、大隈の指示で伸介に無理矢理関係を求められ、逃げ惑う義姉の姿を目にし、富貴子を救いたい一心から、床の間に飾られた模擬刀で伸介の首筋を刺し、死なせてしまう。

#### 眞澄の家族関係者
浅黄 萌子（あさぎ もえこ）
演 - 山口いづみ
- 本名：西山萌子。女優。眞澄の実母、富貴子・美輪子の祖母（表向きは「叔母」）、瑠璃の曾祖母。シングルマザー。眞澄とは表向き「姉妹」という事にしている。眞澄を湘南市の両親（眞澄の祖父母）に預けていたが大学生になってから、同居するように。ローズサロンで孫娘・富貴子と再会した。大隈と富貴子、綱輝と美輪子の合同披露宴から5年後、病に倒れ入院している。眞澄から曾孫である瑠璃の出生について相談されたが驚き、慌てて窘める。容態が急変し、駆けつけた富貴子と美輪子に、姉妹仲良くするよう言い残し、病死。

長谷川 梅鳳（はせがわ ばいほう）
演 - 佐藤仁哉
- 本名：寺岡時夫、歌舞伎俳優。眞澄の実父、富貴子・美輪子の祖父、瑠璃の曽祖父。萌子と若い頃、恋愛関係にあり眞澄を儲けた。認知はしたものの、成人した眞澄が楽屋へ会いに訪れると「二度と顔を見せるな」と冷たく追い返した。美輪子との接点は一切ない。

西山 今朝義（にしやま けさよし）
演 - 河原崎建三
- 眞澄の祖父、萌子の父。富貴子・美輪子の曽祖父、瑠璃の高祖父。湘南で眞澄を親代わりに育てていた。富貴子と峰靖が湘南を訪ねた際、数年前に他界している事が判明。

西山 ミサオ（にしやま みさお）
演 - 三谷侑未
- 眞澄の祖母、萌子の母。富貴子・美輪子の曽祖母、瑠璃の高祖母。今朝義とともに眞澄を親代わりに育てていた。数年前に他界している。

#### その他
牧原 世奈子（まきはら よなこ）〈38〜〉
演 - 田中美奈子
- ぼたんの実母で、崑一の元妻。結婚時の姓は小日向。スペインレストラン『マダム・ヨナ』を経営。気性が激しく、我がままで身勝手な性格。姑だったカオルコとは折り合いが悪く、離婚後は昆一が引き取ったぼたんに過干渉する毒母で、強引に綱輝との縁談を薦めるなどするトラブルメーカー。ぼたんの殺害時には、事の原因となった美輪子を罵倒し、以降も美輪子と眞澄を勝手に逆恨みする。小日向家の新たな家族となった富貴子を一目見て、あまりにも瓜二つである事に驚愕していた。だが、富貴子が亡きぼたん同様に扱われていた事から「偽物のぼたんだ」とあからさまに不快感を示し、彼女を疎んじている。
- 『マダム・ヨナ』に来店した清塚の会話から不審に思い調べたところ、富貴子が加害者家族の養女である事を知り、後日、崑一らに暴露したが、綱輝の富貴子への愛は変わらず富貴子への憎しみを募らせる。その直後、よりを戻した崑一とホテルで関係を持っていた最中に、崑一が腹上死。激怒した眞澄に処置室を追い出されるが、葬儀には参列。後日、資産家・大隈を美輪子に紹介。さらに小日向家へと乗り込み、生前、崑一が眞澄と離縁すると約束したと宣言。同伴した大隈を一同に紹介する。富貴子・美輪子の合同披露宴の際、吉田家が出席していたため、不快感を露わにし罵倒。さらに、眞澄・萌子とも言い争う。5年後、瑠璃の幼稚園を訪れた際、瑠璃が大隈に似ていない事に気づき、瑠璃の父親が大隈ではなく綱輝ではないかと大隈に告げた。その後、自分の娘ではないと確信する大隈に、結婚以来ずっと騙し通した富貴子への報復を進言した。杉彦の事件が原因で、自我を失った富貴子との今後について苦悩する大隈を慰める。

瀬尾 綱輝（せお つなき）
演 - 片岡信和
- 美輪子の夫、瑠璃の実父。人材派遣会社社長。青森県出身、妹がいる。世奈子がぼたんに縁談相手として勧めた。ぼたんに夢中になりトルコ石の指輪を贈るなど猛アプローチするが、全く愛されていない。多摩留のストーカー殺人事件で、ぼたんを喪う。
- 2年後の富貴子・美輪子のバースデーパーティーで、亡きぼたんに瓜二つな富貴子と対面し、感激。当初は富貴子から距離を置かれていたが、自身がケガを負った事件がきっかけとなり、急接近した。後に世奈子から加害者遺族の養女である事を暴露されたが、5月に富貴子と結婚すると宣言。崑一が急逝した際、富貴子に葬儀へ出席するよう勧める。大隈・富貴子夫妻との合同披露宴前夜に富貴子と永遠の愛を誓い合い、激しく愛し合う。美輪子と結婚した後も別居状態を続けていた。
- 5年後、大隈邸（旧小日向邸）を訪れ、妹の幼い頃に似ている瑠璃を見て、自身の子だと確信。その後、美輪子が瑠璃を預かり生活すると、美輪子との偽装結婚を解消。杉彦の事件で自我を失い、亡きぼたんにそっくりとなった富貴子の姿にショックを受ける。

稲垣 士朗（いながき しろう）
演 - 西村和彦
- 眞澄が出産した産婦人科の医師で、後に院長。牡丹の花を好み、眞澄に女児の名付け親を頼まれた時には、牡丹の花から「ぼたん」「富貴子」を提案。25年後、富貴子が訪ねて来た事から、彼女に出生の際の事情を明かした。

三上看護師（みかみ）
演 - 大河内奈々子
- 眞澄が出産した産婦人科の看護師。

野島看護師（のじま）
演 - 小沢真珠
- 眞澄が出産した産婦人科の看護師。

柴崎（しばさき）
演 - 岡田太郎
- 稲垣産婦人科医院医師。義父である稲垣に代わり、病院を引き継いでいる。

貸金融業社長（かしきんゆうぎょうしゃちょう）
演 - 神保悟志
- 富貴子とテナントを共同経営している、皮革職人・神崎が皮革鞄製造販売店を開業した際、彼に融資する。だが、経営に行き詰まると手のひらを返して部下を連れて取り立てに現れた。

藤岡 隆久（ふじおか たかひさ）
演 - 谷本幸優
- 眞澄が18歳の時に出産した富貴子の実父。大学生。就職先が決まり、地元の福岡に帰省中に交通事故で亡くなってしまう。

藤岡の母
演 - 川上麻衣子
- 眞澄が隆久を訪ねて福岡へ現れた際、喪服姿で玄関に現れ、息子の死去を眞澄に伝える。そのため、眞澄は妊娠を打ち明ける事ができず、孫・富貴子の存在は知らない。

乾 友子（いぬい ともこ）
演 - 堀本雪詠
- 眞澄の高校の同級生。今朝義とミサオに眞澄が産婦人科に通っていることを伝えた。

境 レナ（さかい レナ）
演 - 伊藤あいみ
- 崑一の愛人。世奈子を介して知りあい、ダイヤを贈られる。

袴田 さやか（はかまだ さやか）
演 - 小宮有紗
- 眞澄の大学時代の友人。

暢子（ようこ）
演 - 市原あやの
- 眞澄の大学時代の友人。

平野（ひらの）
演 - 平田まり
- 小日向家の田園調布時代の家政婦。世奈子と共に富貴子の実家をこっそり訪れる。

瀬尾 徹馬（せお てつま）
演 - 酒向芳
- 綱輝の父、瑠璃の祖父。青森県会議員。

瀬尾 ハナエ（せお はなえ）
演 - 和泉ちぬ
- 綱輝の母、瑠璃の祖母。青森に住む。

明子（あきこ）
演 - 鴨志田媛夢
- 美輪子の大学の友人。

遥香（はるか）
演 - 茜音
- 美輪子の大学の友人。

冬美（ふゆみ）
演 - 高井泉帆
- 美輪子の大学の友人。

神崎 篤（かんざき あつし）
演 - 内野謙太
- 皮革職人。富貴子とテナントをシェアする形で、皮革鞄製造販売店を開く。富貴子に好意を抱き、自身がデザインしたポシェットを彼女に贈る。腕は確かだが、経営はうまくいかず開店当初から閑古鳥だった。美輪子からは「カマキリ野郎」と呼ばれている。美輪子から罵倒された上に店を荒らされた直後、金融業からの厳しい取立てに遭い、夜逃げ同然で廃業に追い込まれ逃げるように富貴子の前から去る。

清塚 雅弘（きよづか まさひろ）
演 - 中山卓也
- 富貴子の旧友。富貴子を「フー子さん」と呼んでいる。昔は「レゲエの親族か」（富貴子談）というような風貌だったとの事。富貴子が出張ネイルアートをしていたホテルで、彼女と再会。後日、クリスマスデートを楽しんだ。美輪子から「姉と別れて欲しい」と懇願され、非常識だと怒るも彼女から誘惑され、美輪子と交際する。
- ところが、綱輝から代理で美輪子からの別れ話を切り出されて、怒るがしぶしぶ同意。テーブルに同席する世奈子に、富貴子の実家の事を話したことから、世奈子を通して、崑一に富貴子の本当の養父母を知られた原因を作ってしまう。

大隈 春馬（おおくま はるま）〈65〜〉
演 - 大和田伸也
- 富貴子の夫。金融業・株式会社シレン社長。関西を拠点に東日本へ支店を拡大する他、海外に複数の不動産を所有し、「金融界の帝王」と呼ばれる。バツイチで関西弁を話す。野卑で亭主関白なところがあり、富貴子を束縛し、彼女が外で働く事を許さず、ネイルサロンも閉店するよう迫っている。世奈子の紹介でローズガーデンや小日向邸を訪れ、邸宅を8億円で買い取る代わりに、その条件として美輪子との結婚を提示。しかし、美輪子の代わりに富貴子と結婚。夫婦関係は良好で、瑠璃を溺愛。
- 世奈子から瑠璃が自身ではなく綱輝の子ではないかと告げられ、病院で先天的な精子無力症だと診断されたことから、自身の子ではないと確定。富貴子と美輪子に裏切られた怒りから、ハサミを手に『富貴長春図』の油絵を切り裂く。さらに伸介を呼び寄せて、大隈邸に居候させ、不在中の富貴子の監視と自身に代わって、大隈家の血筋を引く跡取りを遺すべく、富貴子と無理矢理関係を持たせようと画策。だが、杉彦の事件で伸介が亡くなり、そのショックから富貴子が自我を失ったため、今後の事で頭を抱え途方に暮れていた。

大隈 瑠璃（おおくま るり）〈4〉
演 - 古川凛（二役）
- 富貴子と大隈の娘。実は綱輝との娘。幼稚園児。大隈に自身が実父ではないと知られたことから、身を案じる美輪子の元に預けられた。事件からしばらくの後、綱輝と共に別荘で静養していた母・富貴子を訪ねる。だが、容姿・性格が生前のぼたん同様に変貌した母親の姿に「ママじゃない」と驚く。

伸介（しんすけ）
演 - 脇知弘
- 大隈の甥（大隈の妹の息子）。学がない反面、運動神経だけは良く、大学時代から柔道を続けている。大隈に呼び寄せられ、用心棒として大隈邸に居候するが、実際は富貴子の監視と伯父に代わって、大隈家の後継者を遺すべく、強制的に富貴子との関係を持つことが目的だった。
- 富貴子に関係を迫っていたところ偶然、瑠璃に会いに大隈邸を訪れた杉彦に、床の間に飾られた模擬刀で首筋を刺され絶命。

披露宴会場司会者（ひろうえんかいじょうしかいしゃ）
演 - かもめんたる
- 富貴子・美輪子の合同結婚式の際、披露宴で司会を務めたお笑いコンビ。新婦側親族席で、言い争いを始めた世奈子たちを見咎めた大隈からウエディングケーキ入刀を早めるよう指示される。

### スタッフ（2015年版）
- 脚本 - 中島丈博
- 音楽 - 中川幸太郎
- 演出 - 西本淳一（東海テレビ）、藤木靖之
- プロデュース - 西本淳一（東海テレビ）、大久保直実・坪ノ内俊也（ビデオフォーカス）
- 制作・著作 - ビデオフォーカス
- 制作 - 東海テレビ放送

### 主題歌・劇中歌（2015年版）
- サラ・オレイン「涙のアリア」（ユニバーサルミュージック）
- 中村彰一「牡丹と薔薇」※レーベル名はノンクレジット

### 放送日程（2015年版）
| 放送日程（全41話） | 放送日程（全41話） | 放送日程（全41話） | 放送日程（全41話）     | 放送日程（全41話） |
| 週                 | 各話               | 放送日             | サブタイトル           | 演出               |
| ------------------ | ------------------ | ------------------ | ---------------------- | ------------------ |
| 第1週              | 第1話              | 2015年 11月30日    | 愛憎再び…18歳の妊娠    | 西本淳一           |
| 第1週              | 第2話              | 12月1日            | 父は梨園の大物役者!!   | 西本淳一           |
| 第1週              | 第3話              | 12月2日            | 咲き誇る薔薇園の恋!!   | 西本淳一           |
| 第1週              | 第4話              | 12月3日            | ぼたんが繋ぐ運命の糸   | 西本淳一           |
| 第1週              | 第5話              | 12月4日            | 美しく成長!!花の姉妹   | 西本淳一           |
| 第2週              | 第6話              | 12月7日            | 運命を左右する出会い   | 西本淳一           |
| 第2週              | 第7話              | 12月8日            | ぼたんを悩ます婚約指輪 | 西本淳一           |
| 第2週              | 第8話              | 12月9日            | 衝撃のファーストキス   | 西本淳一           |
| 第2週              | 第9話              | 12月10日           | 呑みなさい!!この金魚   | 西本淳一           |
| 第2週              | 第10話             | 12月11日           | 止まらない薔薇の恋!!   | 西本淳一           |
| 第3週              | 第11話             | 12月14日           | 姉は母のまわし者!?     | 藤木靖之           |
| 第3週              | 第12話             | 12月15日           | サカリのついた牝猫ッ   | 藤木靖之           |
| 第3週              | 第13話             | 12月16日           | 愛が憎悪に変わるとき   | 藤木靖之           |
| 第3週              | 第14話             | 12月17日           | 姉の捨て身の交換条件   | 藤木靖之           |
| 第3週              | 第15話             | 12月18日           | 姉妹を襲う狂気の刃!!   | 藤木靖之           |
| 第4週              | 第16話             | 12月21日           | 忘れられぬ事件の爪痕   | 藤木靖之           |
| 第4週              | 第17話             | 12月22日           | マダム・ヨナの逆襲     | 藤木靖之           |
| 第4週              | 第18話             | 12月23日           | 姉妹を結ぶ歌の名は…    | 藤木靖之           |
| 第4週              | 第19話             | 12月24日           | あの人に会いたいっ!!   | 藤木靖之           |
| 第4週              | 第20話             | 12月25日           | 走り出す!!情熱の薔薇   | 藤木靖之           |
| 第5週              | 第21話             | 12月28日           | 発覚!!私のお姉ちゃま   | 西本淳一           |
| 第5週              | 第22話             | 12月29日           | 許さない!!カマキリ男   | 西本淳一           |
| 第6週              | 第23話             | 2016年 1月5日      | 衝撃!!妹との同居生活   | 藤木靖之           |
| 第6週              | 第24話             | 1月6日             | 役立たずのメス豚ッ!!   | 藤木靖之           |
| 第6週              | 第25話             | 1月7日             | 消えた高級ネックレス   | 藤木靖之           |
| 第6週              | 第26話             | 1月8日             | 姉に近づく２人の男!!   | 藤木靖之           |
| 第7週              | 第27話             | 1月11日            | 指に食い込むあの指輪   | 藤木靖之           |
| 第7週              | 第28話             | 1月12日            | 激怒!!姉のついたウソ   | 藤木靖之           |
| 第7週              | 第29話             | 1月13日            | 惨事!?危機は突然に…    | 藤木靖之           |
| 第7週              | 第30話             | 1月14日            | 急接近!!病室で育む愛   | 藤木靖之           |
| 第7週              | 第31話             | 1月15日            | 立場逆転!?牡丹の逆襲   | 藤木靖之           |
| 第8週              | 第32話             | 1月18日            | 暴露!!私の正体は…!?    | 藤木靖之           |
| 第8週              | 第33話             | 1月19日            | 天地がひっくり返る!?   | 藤木靖之           |
| 第8週              | 第34話             | 1月20日            | 静まらない!!父の怒り   | 西本淳一           |
| 第8週              | 第35話             | 1月21日            | 急接近する意外な２人   | 西本淳一           |
| 第8週              | 第36話             | 1月22日            | 姉妹狙う!?謎の大富豪   | 西本淳一           |
| 第9週              | 第37話             | 1月25日            | 納得いかない交換条件   | 西本淳一           |
| 第9週              | 第38話             | 1月26日            | 世にも奇妙な結婚式!!   | 西本淳一           |
| 第9週              | 第39話             | 1月27日            | オトシマエをつけろ!!   | 西本淳一           |
| 第9週              | 第40話             | 1月28日            | 忍び寄る手…悲劇再び    | 西本淳一           |
| 第9週              | 最終話             | 1月29日            | 美しき姉妹は永遠に…    | 西本淳一           |